# Sagnat
Sagnat là một xã thuộc tỉnh Creuse trong vùng Nouvelle-Aquitaine miền trung nước Pháp. Xã này nằm ở khu vực có độ cao trung bình 312 mét trên mực nước biển.

## Địa lý
Là một khu vực nông trang nằm hai bên bờ sông Brézentine, cự ly khoảng 16 dặm (26 km) về phía tây bắc của Guéret, tại giao lộ các tuyến đường D49 và D46 với D69.

## Dân số
| 1962                                                        | 1968 | 1975 | 1982 | 1990 | 1999 | 2005 |
| ----------------------------------------------------------- | ---- | ---- | ---- | ---- | ---- | ---- |
| 294                                                         | 301  | 268  | 233  | 203  | 188  | 189  |
| Số liệu điều tra dân số từ năm 1962 Dân số chỉ tính một lần |      |      |      |      |      |      |

## Địa điểm nổi bật
- Nhà thờ, từ thế kỷ 12.
- Thánh giá đá ở quảng trường.